# Eupogonius nigrinus
Eupogonius nigrinus es una especie de escarabajo longicornio del género Eupogonius, tribu Desmiphorini, subfamilia Lamiinae. Fue descrita científicamente por Bates en 1866.

## Descripción
Mide 5-6,4 milímetros de longitud.

## Distribución
Se distribuye por Bolivia y Brasil.